# Pork (Gorkha)
Pork (nep. प्रोक) – gaun wikas samiti w zachodniej części Nepalu w strefie Gandaki w dystrykcie Gorkha. Według nepalskiego spisu powszechnego z 2001 roku liczył on 650 gospodarstw domowych i 3021 mieszkańców (1654 kobiet i 1367 mężczyzn).